# Srimulyo (Sematang Borang)
Srimulyo is een bestuurslaag in het regentschap Palembang van de provincie Zuid-Sumatra, Indonesië. Srimulyo telt 7944 inwoners (volkstelling 2010).